# Blindia inundata
Blindia inundata är en bladmossart som beskrevs av Jules Cardot 1908. Blindia inundata ingår i släktet blindior, och familjen Seligeriaceae. Inga underarter finns listade i Catalogue of Life.